# Ön, Ströms Vattudal
Ön, även stavat Öhn, ibland kallad "Vattudalens pärla", är en ö som ligger i Ströms distrikt (Ströms socken), cirka sex kilometer nordväst om tätorten Strömsund i norra Jämtland. 
Öhn är den största ön i sjön Ströms Vattudal. Det bor cirka 110 fastboende och finns ett hundratal fritidshus.[källa behövs] Öhn, med en yta på 970 hektar varav 166 hektar odlingsmark, är en gammal kulturbygd med rötter från medeltiden.  

## Historia
Enligt traditionen skall en offerplats ha funnits på Öhn. Inom byns område har ett tiotal stenåldersboplatser dokumenterats, och även ett antal fångstgropar samt övriga fyndplatser. 
Troligtvis bidrog byn Öhn (jämtska: Öyen) till byggnaden av Ströms gamla kyrka under slutet av 1200-talet. Byn torde därför vara bland de äldsta byarna i socknen, trots att den inte omnämns förrän i jordeboken på 1540-talet ("Ingebrigt i Öyen"). I mitten av 1560-talet fanns det tre gårdar i byn, och från det tidiga 1600-talets fem stamhemman härrör idag alla byns fastigheter. 
Byamark med äganderätt sträckte sig en skattemil (cirka 7 km) i huvudsak i riktning SSV till NNV från själva byn, totalt ett omkring 70 km2 stort markområde.  
Byns arrendesgränser bestämdes år 1666 till "i längd och vidd ifrån Rufkullen till och i Gammelhögden, derifrån ock i Swanberget, dädan och i högste Drake Kjälen, därifrån mittgenm till Folekjärs Ryggen" och till detta fiske i sjöar som Dunnervattnet och övriga jakträttigheter, totalt ett cirka 200 km2 stort avradsområde.  

### Gårdsnamn
- Åtgården (Öhn 1)
- Svegården (Öhn 2)
- Nordgården (Öhn 3)
- Utatgårdarna (Öhn 4)
- Rosenbergsgårdarna (Öhn 5)

## Geografi
Jordart är morän överlagrad med vattenlagd torvmark kring Stortjärnen. Landskapet är övervägande skog och impediment. På den nordvästra halvan finns själva bebyggelsen och jordbruksmarken.

## Transporter
Vattudalens ångbåtstrafik anlöpte bryggan i Hemviken under tiden 1875–1925. Vintertid nyttjades flitigt, och urgammalt, de av byamännen plogade och utprickade isvägarna. 
Georg Hansson med flera har dokumenterat hur behovet av väg och därmed färjning drivits av det tidiga 1900-talets ökade rörlighet i industri- och servicesamhället. Byamännen bekostade enligt fördelning brytande av väg till Öhn under tiden 1911–1912. Ångbåtstrafiken fick därefter konkurrens från bland annat taxi och busstrafik. Vägen på Öhn fick permanent asfaltbeläggning först i oktober 2004.
Under åren 1918–1976 hade Öhn färjeförbindelse med fastlandet: 
- 1918–1936 handdragen träfärja mellan Sundnäset och Mjösundudden. Inrättades av Öhns byamän och övertogs av Hammerdals vägdistrikt 1934
- 1937–1957 handdragen stålfärja
- 1958–1976 den gamla färjan som tidigare användes för trafiken över Strömssundet, som 1956 hade fått en fast broförbindelse.

Den 15 oktober 1976 invigdes slutligen den nybyggda bron över sundet till Öhn. 
Öhn fick elektricitet 1921 och senare telefoni, med telefonväxel i Svegården.

## Övrigt
- Beppe Wolgers bodde på Öhn med sin familj från 1968 och framåt. Familjen Wolgers drev 1995–2013 ett Beppe-museum, café och kulturellt centrum på Åtgården.
- Yngve Gamlin, som var den som fick Beppe Wolgers att upptäcka Strömsbygden, hade sin sommarstuga på Sundnäset vid Ösundet. Flera av Gamlins filmer är inspelade kring Ösjön.
- Öhn utnämndes år 2000 av Republiken Jamtlands president Ewert Ljusberg till "Förstendöme", lett av förste Förste Tage Sundin.